# Кабардино-Балкарская правда
«Кабардино-Балкарская правда» — советская и российская общественно-политическая газета, выходящая в Нальчике, Кабардино-Балкария, на русском языке с 1921 года.
Газета выходит 3 раза в неделю в формате А2. Тираж — 1405 экземпляров. Учредителями газеты являются парламент и правительство Кабардино-Балкарии.

## История
Предшественником газеты была стенгазета «Кавказская коммуна», издававшаяся Кавказским отделением РОСТА с июня 1920 года. Её тираж составлял 200—300 экземпляров, периодичность — сначала через день, потом каждый день, печеталась на русском языке, за исключением нескольких номеров на кабардинском языке.
В 1921 года начала выходить полноценная газета под название «Красная Кабарда». Первый номер вышел 1 июня 1921 года на русском языке тиражом 600 экземпляров. Заведующим редакции был Ибрагим Шинахов, редактором — Г. И. Петров.
С 1 мая 1924 года выходила под названием «Карахалк» (с кабард.-черк. — «Беднота»), выпускалась на русском, кабардинском и балкарском языках три раза в неделю. В 1925—1926 годах выпускалась также на татском языке, являясь единственной газетой на нём. Выпускала специальные странички для молодёжи и женщин.
В 1931 году газета была разделена на три издания, русскоязычное стало называться «Ленинский путь» (кабардиноязычное — «Ленин гъуэгу», сейчас «Адыгэ псалъэ»; балкароязычное — «Ленинчи жол», сейчас «Заман») и выходить ежедневно. В 1934 году получила название «Социалистическая Кабардино-Балкария», в 1942 году — «За Советскую Кабардино-Балкарию». Во время немецкой оккупации (1942—1943) вместо полноценной газеты выходил как листок.
В 1944 году в связи с депортацией балкарцев и преобразованием Кабардино-Балкарской АССР в Кабардинскую АССР была переименована в «Кабардинскую правду». В 1957 году, после обратного преобразования в Кабардино-Балкарскую АССР, была переименована в «Кабардино-Балкарскую правду».
По состоянию на 1970 год выходила 5 раз в неделю. В советские годы тираж достигал 78 тысяч экземпляров.

## Главные редакторы
- Георгий Петров
- Евгений Зайцев
- Борис Черемисин
- Тазал Машуков
- Ирина Санова
- Владимир Кудаев
- Суфьян Жемухов
- Сусанна Мезова
- Арсен Булатов (2012—2019)
- Ранета Бжахова (с 2021)

## Награды
- Орден «Знак Почёта» (к 50-летию издания)[4].